# Seriema rudozobá
Seriema rudozobá (Cariama cristata) je velký jihoamerický pták, jeden ze dvou zástupců čeledi seriemovitých a jediný představitel rodu Cariama.

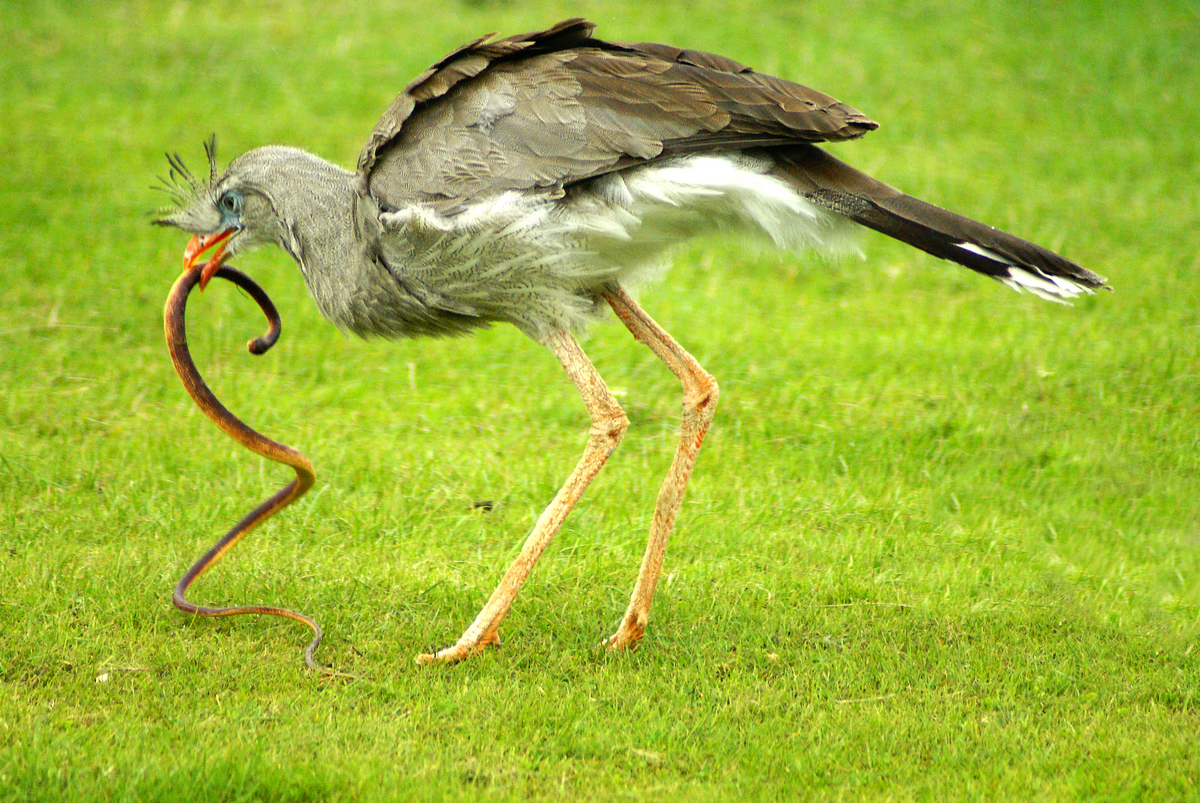
Seriema rudozobá s kořistí

Dorůstá 75–90 cm, je štíhlá s dlouhým krkem, ocasem a končetinami. Je celá hnědá se světlejším zbarvením na hlavě a břiše, červeným zobákem a končetinami, tmavými letkami a opeřením na ocase. Je výrazná také svými prodlouženými vztyčenými pery u kořene zobáku a na čele. Velmi často a nápadně se ozývá.
Obývá otevřené krajiny, jako jsou pastviny, savany či louky na relativně rozsáhlém území jihoamerického kontinentu, které se rozkládá v rozmezí od Brazílie po Uruguay a sever Argentiny.
Žije většinou jednotlivě, případně i v párech nebo malých skupinách. Je všežravá, ve své stravě však preferuje živočišnou složku. Požírá hlodavce, malé ptáky, ale i hady. Zdržuje se přitom téměř výhradně na zemi, kde dokáže velmi rychle běhat a vyvinout rychlost až 25 km/h. Hnízdí na zemi, občas i v keřích nebo na stromech maximálně 3 m nad zemí.
Jde o nejbližšího žijícího příbuzného tzv. terrorbirds - obřích dravých nelétavých ptáků z čeledi Phorusrhacidae, kteří byli během třetihor v Jižní Americe dominantními predátory.